# Nightmares Made Flesh
Nightmares Made Flesh è il secondo album del gruppo death metal svedese Bloodbath, pubblicato nel 2004 dalla Century Media.
A livello di formazione si registra l'entrata di Peter Tägtgren nelle vesti di cantante in sostituzione di Mikael Åkerfeldt, intenzionato a dedicarsi solo agli Opeth, e di Martin Axenrot alla batteria, che rimpiazza Dan Swanö (passato alla chitarra).

## Tracce
1. Cancer of the Soul - 3:33
2. Brave New Hell - 4:03
3. Soul Evisceration - 3:38
4. Outnumbering the Day - 3:15
5. Feeding the Undead - 4:05
6. Eaten - 4:18
7. Bastard Son of God - 2:52
8. Year of the Cadaver Race - 4:33
9. The Ascension - 3:51
10. Draped in Disease - 3:59
11. Stillborn Saviour - 3:39
12. Blood Vortex - 3:30
13. Breeding Death (Demo) - 4:22*
14. Ominous Bloodvomit (Demo) - 3:38*

* Tracce bonus della versione americana.

## Formazione
- Peter Tägtgren - voce
- Anders Nyström - chitarra
- Dan Swanö - chitarra
- Jonas Renkse - basso
- Martin Axenrot - batteria